# Ułukman Mamatow
Ułukman Mamatow (ky. Улукман Маматов ;ur. 10 lipca 1992) – kirgiski zapaśnik walczący w stylu wolnym. Zajął osiemnaste miejsce na mistrzostwach świata w 2013. Ósmy na igrzyskach azjatyckich w 2014. Zdobył brązowy medal w mistrzostwach Azji w 2013. Siódmy na Uniwersjadzie w 2013, jako zawodnik Kyrgyz State University of Construction, Transport and Architecture w Biszkeku.